# Erweiterte Zufallsvariable
Eine erweiterte Zufallsvariable ist eine Zufallsvariable mit Werten in den erweiterten reellen Zahlen. Eine erweiterte Zufallsvariable heißt auch numerische Zufallsvariable im Unterschied zu einer reellen Zufallsvariablen, die nur Werte in den reellen Zahlen annimmt.

## Definition und Eigenschaften
Für die erweiterten reellen Zahlen {\displaystyle {\bar {\mathbb {R} }}:=\mathbb {R} \cup \{+\infty ,-\infty \}} wird {\displaystyle -\infty <x<\infty } für alle {\displaystyle x\in \mathbb {R} } vereinbart. {\displaystyle {\mathcal {B}}({\bar {\mathbb {R} }})} bezeichne die borelsche σ-Algebra auf den erweiterten reellen Zahlen. {\displaystyle (\Omega ,\mathbb {A} ,P)} sei ein Wahrscheinlichkeitsraum.

### Definition
Eine Abbildung {\displaystyle X:\Omega \to {\bar {\mathbb {R} }}}, die {\displaystyle \mathbb {A} {\text{-}}{\mathcal {B}}({\bar {\mathbb {R} }})}-messbar ist, heißt erweiterte Zufallsvariable (engl. extended random variable).
Eine erweiterte Zufallsvariable heißt auch erweiterte zufällige Größe oder – analog zur Terminologie der numerischen Funktion – numerische Zufallsvariable.

### Eigenschaften
- Die {\displaystyle \mathbb {A} {\text{-}}{\mathcal {B}}({\bar {\mathbb {R} }})}-Messbarkeit von {\displaystyle X} bedeutet, dass {\displaystyle X^{-1}(B)\in \mathbb {A} } für alle {\displaystyle B\in {\mathcal {B}}({\bar {\mathbb {R} }})} gilt. Dabei bezeichnet {\displaystyle X^{-1}(B)} das Urbild einer Menge {\displaystyle B\subseteq {\bar {\mathbb {R} }}}. Somit ist die Wahrscheinlichkeit {\displaystyle P(X\in B)=P(X^{-1}(B))} für alle {\displaystyle B\in {\mathcal {B}}({\bar {\mathbb {R} }})} definiert.
- Insbesondere sind im Unterschied zu einer reellen Zufallsvariablen auch die beiden Wahrscheinlichkeiten {\displaystyle P(X=-\infty )=P(X^{-1}(\{-\infty \}))} und {\displaystyle P(X=\infty )=P(X^{-1}(\{\infty \}))} definiert und können positiv sein.
- Durch

{\displaystyle P_{X}(B):=P(X\in B)} für alle {\displaystyle B\in {\mathcal {B}}({\bar {\mathbb {R} }})}
ist die Wahrscheinlichkeitsverteilung der erweiterten Zufallsvariablen {\displaystyle X} auf dem Messraum {\displaystyle ({\bar {\mathbb {R} }},{\mathcal {B}}({\bar {\mathbb {R} }}))} definiert, so dass {\displaystyle ({\bar {\mathbb {R} }},{\mathcal {B}}({\bar {\mathbb {R} }}),P_{X})} ein Wahrscheinlichkeitsraum ist.
- Eine erweiterte Zufallsvariable {\displaystyle X} mit der Bildmenge {\displaystyle X(\Omega )\subseteq \mathbb {R} } ist eine reelle Zufallsvariable. Insofern sind reelle Zufallsvariablen spezielle erweiterte Zufallsvariablen.
- Eine erweiterte Zufallsvariable {\displaystyle X} mit der speziellen Eigenschaft {\displaystyle P(X=-\infty )=P(X=+\infty )=0} unterscheidet sich wahrscheinlichkeitstheoretisch nicht von der durch

{\displaystyle X'(\omega ):={\begin{cases}X(\omega )&{\text{für }}\omega \in X^{-1}(\mathbb {R} )\\17&{\text{für }}\omega \in X^{-1}(\{-\infty ,\infty \})\end{cases}}}
definierten reellen Zufallsvariable {\displaystyle X'}. Die Zahl 17 kann durch jede beliebige reelle Zahl ersetzt werden, da nach Konstruktion {\displaystyle P(X'=17)=0} gilt. Es gilt
{\displaystyle P(X\in B)=P(X'\in B)\quad {\text{für alle }}B\in {\mathcal {B}}(\mathbb {R} ),}
wobei {\displaystyle {\mathcal {B}}(\mathbb {R} )} die borelsche σ-Algebra auf {\displaystyle \mathbb {R} } bezeichnet.
- Die Wahrscheinlichkeitsverteilung einer erweiterten Zufallsvariablen kann durch deren Subverteilungsfunktion {\displaystyle H_{X}(x):=P(X\leq x)} für {\displaystyle x\in \mathbb {R} } charakterisiert werden. Dabei gilt {\displaystyle P(X=-\infty )=\lim _{x\to -\infty }H_{X}(x)} und {\displaystyle P(X=\infty )=1-\lim _{x\to \infty }H_{X}(x)}.
- Die Klasse der erweiterten Zufallsvariablen ist abgeschlossen bezüglich der punktweisen Konvergenz. Es gilt folgender Satz: Es sei {\displaystyle (X_{n})_{n\in \mathbb {N} }} eine Folge erweiterter Zufallsvariablen auf demselben Wahrscheinlichkeitsraum mit der Ergebnismenge {\displaystyle \Omega } und {\displaystyle X(\omega )=\lim _{n\to \infty }X_{n}(\omega )} für alle {\displaystyle \omega \in \Omega }, dann ist {\displaystyle X} ebenfalls eine erweiterte Zufallsvariable.[7]

### Uneinheitliche Terminologie
Die Begriffe Zufallsvariable, reelle Zufallsvariable und numerische Zufallsvariable werden uneinheitlich verwendet. Z. B. verwendet Klaus Schmidt den Begriff 'Zufallsvariable' für eine erweiterte oder numerische Zufallsvariable mit Werten in {\displaystyle {\bar {\mathbb {R} }}} im Unterschied zu einer 'reellen Zufallsvariablen' mit Werten in {\displaystyle \mathbb {R} }.

## Anwendungen

### Unendliche Lebensdauer mit positiver Wahrscheinlichkeit
Bei der Überlebenszeitanalyse modelliert eine nichtnegative Zufallsvariable {\displaystyle X} die zufällige Lebensdauer. Dabei ist {\displaystyle P(X>x)} die so genannte Überlebensfunktion. Bei biometrischen Anwendungen ist eine übliche Annahme
{\displaystyle \lim _{x\to \infty }P(X>x)=0},
bzw. dazu äquivalent
{\displaystyle \lim _{x\to \infty }P(X\leq x)=1}.
Diese Annahme ist plausibel, da sie ein – mit positiver Wahrscheinlichkeit – unendlich langes Leben ausschließt. Bei physikalischen Modellen ergibt sich eine andere Situation. Wenn man das Konzept der Überlebenszeitanalyse zum Beispiel auf eine Mischung stabiler und instabiler Kohlenstoff-Isotope anwendet, so ist
{\displaystyle \lim _{x\to \infty }P(X>x)>0}
und somit auch
{\displaystyle \lim _{x\to \infty }P(X\leq x)<1,}
da die instabilen Isotope zerfallen und die stabilen Isotope dauerhaft überleben. Ein Modell für Überlebenszeiten kann in diesem Fall auf einer erweiterten Zufallsvariable mit der Eigenschaft {\displaystyle P(X=\infty )>0} basieren.

### Zufällige Zeiten
Stoppzeiten werden typischerweise als erweiterte Zufallsvariablen mit Werten in {\displaystyle \mathbb {N} _{0}\cup \infty } oder {\displaystyle [0,\infty ]} modelliert. Eine Stoppzeit {\displaystyle T} mit {\displaystyle P(T<\infty )=1} heißt endliche Stoppzeit. 

### Teststatistik als erweiterte Zufallsvariable
In der mathematischen Statistiken wird manchmal die Teststatistik (Prüfgröße) eines Tests als erweiterte Zufallsvariable {\displaystyle T:({\mathcal {X}},{\mathcal {B}})\to ({\bar {\mathbb {R} }},{\mathcal {B}}({\bar {\mathbb {R} }}))} und damit als messbare Funktion vom Stichprobenraum {\displaystyle ({\mathcal {X}},{\mathcal {B}})} in die erweiterten reellen Zahlen definiert.

### Bedingte Erwartung als Zufallsvariable
Der Erwartungswert einer Zufallsvariablen wird teils im engeren Sinn als reelle Zahl und teils im weiteren Sinn als erweiterte reelle Zahl definiert. Entsprechend führt das allgemeinere Konzept der 'bedingten Erwartung' zur bedingen Erwartung im engeren Sinn als reelle Zufallsvariable oder zur bedingten Erwartung im erweiterten Sinn als erweiterte Zufallsvariable. Im ersten Fall werden bedingte Erwartungen gegeben eine reelle Zufallsvariable oder allgemeiner gegeben ein Ereignissystem als σ-Algebra nur für integrierbare Zufallsvariablen, im zweiten Fall allgemeiner für quasiintegrierbare Zufallsvariablen definiert.

### Limes von Folgen reeller Zufallsvariablen
Eine erweiterte Zufallsvariable {\displaystyle X} kann als Limes einer Folge reeller Zufallsvariablen {\displaystyle (X_{n})_{n\in \mathbb {N} }} aufgefasst werden, die im üblichen wahrscheinlichkeitstheoretischen Sinn nicht konvergiert.
Es sei {\displaystyle (X_{n})_{n\in \mathbb {N} }} eine Folge normalverteilter Zufallsvariablen mit Erwartungswert {\displaystyle 0} und Standardabweichung {\displaystyle n}. Eine Zufallsvariable {\displaystyle X_{n}} hat dann die Verteilungsfunktion {\displaystyle F_{n}(x)=P(X_{n}\leq x)=\Phi (x/n)}, wobei {\displaystyle \Phi } die Verteilungsfunktion der Standardnormalverteilung bezeichnet. Die Folge {\displaystyle (X_{n})_{n\in \mathbb {N} }} konvergiert in den üblichen wahrscheinlichkeitstheoretischen Konvergenzkonzepten für reelle Zufallsvariablen nicht gegen eine reelle Zufallsvariable, da
{\displaystyle \lim _{n\to \infty }P(X_{n}>x)={\frac {1}{2}}\quad {\text{für alle (noch so großen) }}x\in \mathbb {R} },
{\displaystyle \lim _{n\to \infty }P(X_{n}<x)={\frac {1}{2}}\quad {\text{für alle (noch so kleinen) }}x\in \mathbb {R} }
und
{\displaystyle \lim _{n\to \infty }P(|X_{n}|\leq x)=0\quad {\text{für alle (noch so großen) }}x\in (0,\infty )}.
Für wachsendes {\displaystyle n} weicht die Wahrscheinlichkeitsmasse auf beiden Seiten ins Unendliche aus. Offenbar kann die erweiterte Zufallsvariable {\displaystyle X} mit {\displaystyle P(X=-\infty )=P(X=\infty )=1/2} als Limes der Folge {\displaystyle (X_{n})_{n\in \mathbb {N} }} interpretiert werden, der allerdings außerhalb der Klasse der reellen Zufallsvariablen liegt. Dieser intuitive Konvergenzbegriff deckt sich mit maßtheoretischen Konvergenzbegriffen, wenn die reellen Zufallsvariablen als Teilmenge der erweiterten Zufallsvariablen aufgefasst werden und Subverteilungsfunktionen verwendet werden. Es gilt nämlich
{\displaystyle \lim _{n\to \infty }F_{n}(x)=\lim _{n\to \infty }\Phi (x/n)={\frac {1}{2}}\quad {\text{für alle }}x\in \mathbb {R} },
wobei {\displaystyle H(x)=1/2} für alle {\displaystyle x\in \mathbb {R} } die Subverteilungsfunktion der erweiterten Zufallsvariablen {\displaystyle X} ist. Es handelt sich bei der Konvergenz der Folge {\displaystyle (F_{n})_{n\in \mathbb {N} }} gegen {\displaystyle H} um die vage Konvergenz von maßtheoretischen Verteilungsfunktionen, die für Subverteilungsfunktionen, da diese beschränkt sind, mit der schwachen Konvergenz von maßtheoretischen Verteilungsfunktionen zusammenfällt.

## Rechnen mit erweiterten Zufallsvariablen
Besondere Vorsicht ist bei allen Berechnungen und Umformungen mit erweiterten Zufallsvariablen erforderlich. Wenn {\displaystyle X} und {\displaystyle Y} erweiterte Zufallsvariablen sind, wirft bereits die Bildung von {\displaystyle aX+bY} mit reellen Koeffizienten {\displaystyle a} und {\displaystyle b} besondere Probleme auf.
- Wenn {\displaystyle X>0} und {\displaystyle P(X=+\infty )>0} gilt, dann stellt {\displaystyle X'=0\cdot X} die Frage, wie das Produkt {\displaystyle 0\cdot (+\infty )} zu bilden ist. Mit der in der Maßtheorie üblichen Vereinbarung {\displaystyle 0\cdot (+\infty ):=0} gilt dann

{\displaystyle X'(\omega )={\begin{cases}0\cdot X(\omega )=0&{\text{für }}X(\omega )<+\infty \\0\cdot (+\infty )=0&{\text{für }}X(\omega )=+\infty \end{cases}}}
und somit {\displaystyle X'=0}.
- Wenn {\displaystyle X>0} und {\displaystyle P(X=+\infty )>0} gilt, dann gilt {\displaystyle X-X=0}, falls {\displaystyle (+\infty )-(+\infty )=0} vereinbart wird. Die ist aber keine übliche Vereinbarung.

- Wenn {\displaystyle X>0} und {\displaystyle P(X=+\infty )=p>0} gilt, kann die reelle Zufallsvariable

{\displaystyle X'(\omega )={\begin{cases}{\frac {1}{X(\omega )}}&{\text{für }}X(\omega )<+\infty \\0&{\text{für }}X(\omega )=+\infty \end{cases}}}
mit {\displaystyle P(X'=0)=p} gebildet werden. Damit dann aber die Gleichung {\displaystyle X\cdot X'=1} gilt, muss an dieser Stelle {\displaystyle (+\infty )\cdot 0=1} vereinbart werden.
- Wenn {\displaystyle X\in \{-\infty ,+\infty \}} gilt, dann ergibt sich mit den üblichen Regeln {\displaystyle (+\infty )+(+\infty )=+\infty } und {\displaystyle (-\infty )+(-\infty )=-\infty } die Gleichung {\displaystyle X+X=X}, ohne dass {\displaystyle X=0} gilt.